# ネーションズバンク
ネーションズバンク（NationsBank）は、現在のバンク・オブ・アメリカ。1991年の大合同からネーションズバンクという名称を採用していたが、1997年にはフロリダ州最大のバーネットバンク（Barnett Bank）を買収、翌1998年9月30日にバンク・オブ・アメリカを吸収合併して、社名をバンク・オブ・アメリカと改めた。ユーロ債シンジケートの主要な参加者。

## コマーシャル・ナショナル
南北戦争が終わってすぐ、連邦政府はノースカロライナの銀行券に10％の税を課した。南部政府に対しては、負債を正金で返済する余裕がないので、州の銀行が政府債務を引受ける見返りに1860年からの兌換停止を継続するという妥協に至った。終戦時にノースカロライナ州の銀行が保有していた政府紙幣のうち、7.3％利付紙幣の比重は約4割に達した。このように温存された資力で、1865年からいくつかの銀行を設立してゆくことができた。1874年にコマーシャル・ナショナル銀行（Commercial National Bank）がノースカロライナ州シャーロットに設立された。これはシャーロットで3つめの国法銀行で、クレメント・ダウド（Clement Dowd, 1832-1898）知事が社長となった。彼はジョセフ・ウィルソン（Joseph Harvey Wilson）と仕事をした。19世紀末にコマーシャル・ナショナル銀行がどうなっていたかを詳しく述べる典拠は見つからなかったが、北東諸州の工業金融に影響を受けたものと推測される。この間ノースカロライナ州では生命保険会社がいくつか設立された。
それから数十年、目立った動きはないようであった。1957年、コマーシャル・ナショナルは次節のアメリカ信託と合併した。この後さらに合併が2件あった（Security National Bank and Depositors National Bank of Durham）。1960年7月1日、ノースカロライナ・ナショナル銀行（North Carolina National Bank）、略称：NCNB）と名称を変えた。
南北問題で国際金融が動揺した1974-1983年は、トム・ストーズ（Tom Storrs）がNCNB社長兼会長であった。
1982年1月、フロリダ州レイクシティー（Lake City）のファースト・ナショナル・バンクを買収し、初めてノースカロライナ州以外へ進出した。以降も何件かフロリダで買収を重ねたが、そのたびに連邦準備制度がすぐ認可した。1986年、地元ノースカロライナ州の州際銀行法が改正された。NCNBは追い風を受けて何行も買収した（Bankers Trust Company in South Carolina, Southern National Bankshares of atlanta, Prince William Bank of Dumfries, CentraBank of Baltimore, and First RepublicBank in Texas）。なお、NCNBは東京証券取引所にアメリカ系銀行で初めて普通株を上場した。

## アメリカン・トラスト
アメリカ信託は電力コンツェルンである。コマーシャル・ナショナルと合併したときの社長（Addison Hardcastle Reese, Dec. 28, 1908 - Sept. 1, 1977）は、シャーロットの銀行再編に貢献してから、1967年NCNB会長となった。
1901年シャーロットに南部諸州信託（The Southern States Trust Company）が設立された。1907年にアメリカ信託（American Trust Company）と名前を変えた。創立当初、フレデリック・アボット（Frederick C. Abbott）が社長で、ジョージ・ステファンズ（George Stephens）が副社長、ワード・ウッド（Word H. Wood）が財務秘書であった。ステファンズはメイヤーズ・パーク（Myers Park）のデベロッパーとして地元では有名である。1911年にステンファンズ商会を立ち上げ、ワード・ウッドだけでなく、デューク・エナジーの創業者（James Buchanan Duke）などがパートナーになった。1912年、商会はジョン・ノーレンを雇った。1915年、アール・ドレイパー（Earle Sumner Draper）がメイヤーズ・パークの開発を引き継いだ。ステファンズは株価上昇を受けて新聞社を2件買収した（The Charlotte Observer and Asheville Citizen-Times）。キャンプ・グリーン（Camp Greene）保全等の業績も残して、ステファンズは1922年リタイアした。ステファンズ家族がシャーロットを発つとき、もっていけないような事業は商会の副社長（Arthur J. Draper, 1875-1932）に売った。副社長はドレイパー社（Draper Corporation）の家系であったし、アール・ドレイパーとも親類であった。
世界恐慌の1930年、ドレイパー家はボストンのハーバード・プレイス（Harvard Place）の家をウィリアム・ステーツ・リー（William States Lee, 1872-1934）に売った。リーという法学まで修めたエンジニアは、タバコ王であったJ・B・デュークと水力発電所を開発した。リーはデューク・エナジーで要職を占めたほか、PN鉄道（Piedmont and Northern Railway）社長と、いくつもの電力会社の重役も務め、家を買う頃に国際的な地位を得た（AIEE代表）。デューク・エナジーはリーの技術でカナダ・ケベックを流れるサグネ川の発電所を建設した。リーはメロン財閥に属するアルコアの技術顧問であった。

## バージニア州の銀行構造
1937年、アメリカン・トラスト社長となる前の若きアディソン・リーズが、連邦預金保険公社の代理人としてバージニア州の銀行をストレステストした。証券取引委員会が投資信託で指揮系統をごまかした事実上のコンツェルンをあちこちで暴きまくった時代である。ヴァージニアでも銀行が公共事業としてファンドを立ち上げてコンツェルンをつくるということが行われていた。この手法がフロリダから広まってきたことも徐々に解明されていった。そこで1948年、法改正によって本店から離れた都市へ銀行が進出することができなくなった。証券取引へのマークは緩かった。十年ほどかけて成長した国内機関投資家が証券業を州際化した。情報だけニューヨーク証券取引所に送って、私募債取引やブロック取引は地方取引所の店頭市場で行うという習慣が定着したのである。この潮流にバージニアだけ遅れるわけにもゆかなかった。1962年、バック・ホランド法（Buck-Holland Bill）を制定して、バージニア州は距離制限を残しながらも、銀行が本店所在自治体を離れて支店を設けることができるようにした。1966年には連邦法が2件改正された。銀行持株会社法（Bank Holding Company Act of 1956）と銀行合併法（Bank Merger Act of 1960）である。
銀行合併法は競争要因の具体的な適用基準が示されておらず、また、銀行合併と反トラスト法の関連も明らかにしていなかった。運用については当局の間で見解が分かれていたが、1963年6月に連邦最高裁がフィラデルフィア・ナショナル銀行（Philadelphia National Bank）の合併はクレイトン法に違反すると判決した。1965年までに、米司法省は銀行監督機関が認可した合併のうち8件を提訴したが、そのうち6件で司法省が勝訴し、他の2件は和議によって解決された。一連の事件は銀行合併法の欠陥を明らかにした。1966年の法改正は司法省の訴追手続に若干の制約を加えただけで何も解決を与えなかった。1966-70年に米司法省は75件の企業合併をクレイトン法違反で訴追したが、そのうち29件が銀行合併であった。1968年、司法省は「合併ガイドライン」を公表し（『公正取引』No.215, 1968）、もっとも争点化しやすい水平的合併の市場集中度を訴追基準として数量化した。多くの議論を経て作成されたガイドラインは、（1978年州際銀行法が制定されたのち）レーガノミクスが規制権限を連邦準備制度に移したせいで骨抜きにされた。
こうして生まれたのが、「政府」を名乗ってはばからないソヴラン銀行（Sovran Bank）であった。
1989年春、NCNBがC&S（Citizens & Southern National Bank）にテークオーバーを仕掛けて失敗した。危機感からC&Sは直ちにソヴラン銀行と合併した（完了は1990年9月1日）。しかし南東部の不況と首都圏の住宅ローンが不良債権として累積したことが新銀行の株価を下げた。そこで1990年末にNCNBが三行の合併をもちかけた。6ヶ月以上も調整し、大合同は実現した。連邦準備制度は11月29日に営業認可を出した。1992年1月2日、ネーションズバンクは公式に開業した。